# Alt Zauche-Wußwerk
Alt Zauche-Wußwerk är en kommun och ort i Landkreis Dahme-Spreewald i förbundslandet Brandenburg i Tyskland. Kommunen bildades den 26 oktober 2003 genom en sammanslagning av de tidigare kommunerna Alt Zauche och Wußwerk. och ingår i kommunförbundet Amt Lieberose/Oberspreewald.